# Karancsalja
Karancsalja (kɒrɒntʃɒjːɒ) ist eine ungarische Gemeinde im Kreis Salgótarján im Komitat Nógrád.
Karancsalja ist wahrscheinlich seit der ungarischen Landnahme bewohnt, da sein Gebiet (die Nordseite des Tals) leicht von seiner Umgebung abweicht und somit einen geeigneten Ort für die Besiedlung darstellt. Wie andere Siedlungen in der Region Karancs war Karancsalja zu Beginn seiner Geschichte ein typisches Dorf am Handelsweg und wurde entlang des Weges gegründet, der die Tiefebene und das Hochland verbindet. Bis zur Mitte des 19. Jahrhunderts war dies ein wichtiger Handelsweg für das Komitat und sogar für das ganze Land. Der Verkehr hatte hier erhebliche wirtschaftliche Bedeutung. Trotz seiner günstigen geografischen Bedingungen wurde Karancsalja keine große Siedlung, obwohl das Dorf in der zweiten Hälfte des 19. Jahrhunderts mit dem Aufkommen und der raschen Entwicklung des Bergbaus zu wachsen begann. In Karancsalja leben heute mehr als 1400 Einwohner.

## Ursprung des Namens
Das Dorf wird erstmals im Jahr 1335 als Korunchalya dokumentiert. Der Name Karancs bezieht sich auf das Gebirge Karancs und leitet sich von einem männlichen Vornamen ab, der türkischen Ursprungs ist. Das Wort Alja bedeutet „Fuß [des Berges]“.

## Geographie

### Lage
Karancsalja liegt im nördlichen Teil des Komitats Nógrád im Herzen der ehemaligen ethnographischen Region Palócföld. Es liegt inmitten der nördlichen Bereiche der Karancs in seinem Tal. Karancsalja grenzt im Norden an Karancsberény, im Westen an Karancslapujtő, im Osten an Salgótarján und im Süden an Etes. Es liegt nahe der Grenze zwischen Ungarn und der Slowakei.
Vom Dorf bis zu den Karancs gibt es Fußwege und Waldwege.

### Klima
Karancsalja, typisch für seine mitteleuropäische Lage, hat ein feuchtes Kontinentalklima.

## Geschichte
Karancsalja ist eine Siedlung aus der Árpád-Dynastie im Tal des Dobroda-Baches. Es wurde nach dem 727 Meter hohen Karancs-Gipfel benannt, der sich einige Kilometer nordöstlich des Dorfes an der Grenze zwischen der Slowakei und Ungarn befindet und auch „Palóc Olympus“ genannt wird.
Das Dorf existierte bereits in der Árpád-Zeit. Die Legenden besagen, dass König Béla IV. im Jahr 1241 eines Nachts dort Zuflucht fand, als er nach der blutigen Schlacht bei Muhi gegen die Tataren fliehen musste. Die Überlieferung besagt, dass die Königstochter Margareta die Margaretenkapelle auf dem Gipfel des Karancs errichtete, um an dieses berühmte Ereignis zu erinnern.
Die Geschichte des Dorfes während der türkischen Okkupation und im späten Mittelalter ist eher unerforscht.
Im Jahr 1548 war Karancsalja im Besitz von Ferenc Bebek.
Im Jahr 1715 wurden 8 Haushalte gezählt, im Jahr 1720 waren es 14.
Die wichtigsten Landbesitzer des Dorfes: 1770 László Jankovich, zu Beginn des 19. Jahrhunderts Antal Jankovics und Anfang des 20. Jahrhunderts Géza Balla.
Das Herrenhaus im Dorf wurde zu Beginn des 19. Jahrhunderts von Miklós Jankovich erbaut, 1909 von seinem neuen Besitzer wieder aufgebaut und in den 1950er Jahren abgerissen.
1873 verwüstete eine große Cholera-Epidemie die Siedlung.
Die Kohlegruben am Stadtrand von Karancsalja waren für das Leben der Bevölkerung von großer Bedeutung und boten vielen Menschen im 19. und 20. Jahrhundert einen Lebensunterhalt.
Ende 1944 war die Karancslejtős-Mine in Etes, wenige Kilometer vom Dorf entfernt, Schauplatz eines tragischen Ereignisses, als sieben der Bergleute, die sich weigerten zu arbeiten, um bessere Bedingungen zu erhalten, erschossen wurden.

## Bevölkerung

### Ethnische Gruppen
- 2001: 99 % Magyaren, 1 % Roma
- 2011: 88,5 % Magyaren, 2,9 % Roma, 0,3 % Deutsche, 0,3 % Slowaken, 11,5 % antworteten nicht[3]

### Konfessionen
Die konfessionelle Verteilung war wie folgt (2011): römisch-katholisch 47,4 %, reformiert 1,9 %, lutherisch 0,8 %, nicht konfessionell 22,3 % (25,6 % antworteten nicht).
Die römisch-katholische Kirche in Karancsalja wurde 1886 erbaut.

## Politik

### Liste der Bürgermeister
- 1990–1994: Ponyi Ferenc (unabhängig)
- 1994–1998: Ponyi Ferenc (unabhängig)
- 1998–2002: Lantos Sándor (unabhängig)
- 2002–2006: Lantos Sándor (MSZP)
- 2006–2010: Lantos Sándor (MSZP)
- 2010–2013: Pál Gyula (unabhängig)
- 2013–2014: Sulyok Oszkár Jánosné (unabhängig)
- 2014–2019: Sulyok Oszkár Jánosné (unabhängig)
- 2019– : Sulyok Oszkár Jánosné (unabhängig)

## Bildung
Im Dorf gibt es einen Kindergarten (Karancsaljai Napfény Óvoda) und eine Grundschule (Mocsáry Antal Általános Iskola Karancsaljai Tagintézménye). Es gibt keine Gymnasien und Fachmittel- oder Berufsschulen im Dorf.

## Verkehr
Das Dorf liegt im nordöstlichen Teil des Komitats Nógrád, nur fünf Kilometer nordwestlich des Komitatssitzes Salgótarján. Der einfachste Weg, um Karancsalja von Salgótarján aus zu erreichen, ist die Straße 2206 (eine Nebenstraße der Hauptstraße 21 zwischen Litke und Salgótarján). Es ist die erste Siedlung von Salgótarján.
Das Dorf war früher von Budapest, dem Hauptverkehrszentrum Ungarns, isoliert. Durch die Fertigstellung der Hauptstraße 21 ist Budapest nun in weniger als 1,5 Stunden erreichbar. Karancsalja ist auch von der Hauptstraße 22 erreichbar, von der aus man in Ságújfalu nach Ost-Nordost einbiegen muss, bis zur 7 km langen Nebenstraße 22109 durch Etes.
Obwohl Karancsalja nicht mit dem Zug bedient wird, ist der nächste Bahnhof in Salgótarján mit Regionalbussen (ca. 10 Minuten Fahrzeit) erreichbar, von wo aus Budapest mit dem Bus (Direktverbindung) oder mit dem Zug (mit einmal Umsteigen in Hatvan) erreichbar ist.